# 櫟本町
櫟本町（いちのもとちょう）は奈良県北西部、添上郡に属していた町。現在は天理市の北部。

## 歴史
- 1889年（明治22年）4月1日 - 町村制の施行により、添上郡 櫟之本村, 和爾村, 楢村, 森本村, 蔵之庄村, 中之庄村が合併し櫟本村が成立。
- 1894年（明治27年）9月7日 - 町制施行し、櫟本町となる。
- 1954年（昭和29年）4月1日 - 丹波市町、朝和村、福住村、二階堂村、柳本町と合併し、天理市が発足。

## 交通

### 鉄道路線
- 日本国有鉄道
  - 桜井線
    - 櫟本駅